# Max Carver

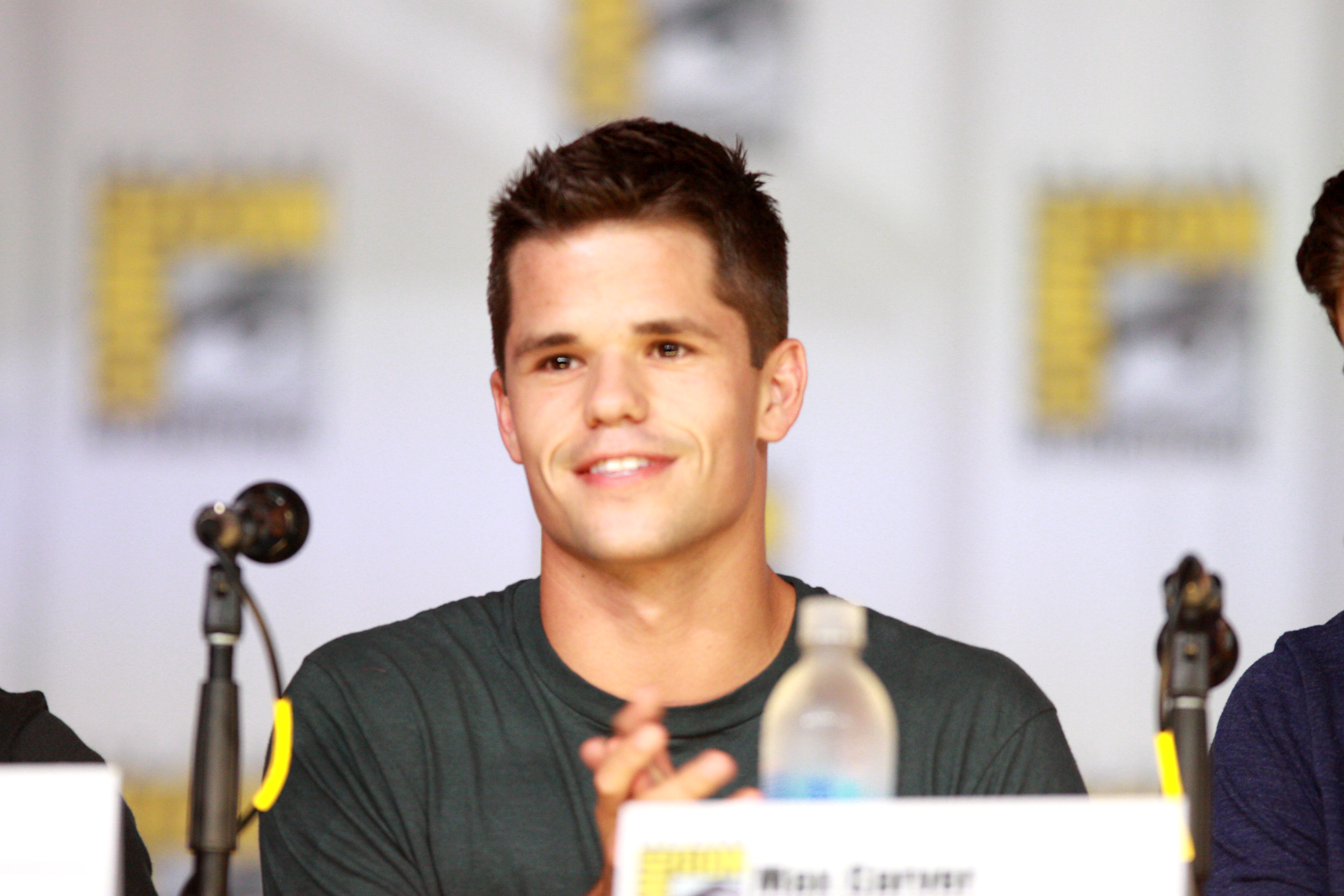
Max Carver bei der Comic-Con 2013

Max Carver (* 1. August 1988 in San Francisco, Kalifornien; eigentlich Robert Maxwell Martensen) ist ein US-amerikanischer Schauspieler.

## Leben
Max ist der Zwillingsbruder von Charlie Carver und lebt mit seiner Familie in seinem Geburtsort San Francisco. Charlie Carver wurde am 31. Juli geboren. Max sieben Minuten später am 1. August. Er besucht die University of Southern California.
In der fünften Staffel der Serie Desperate Housewives wurden aufgrund eines Zeitsprungs von fünf Jahren die Kinder der Scavos neu besetzt. Carver übernahm als Preston Scavo und sein Zwillingsbruder als Porter Scavo im Jahr 2008 die Rollen von Brent und Shane Kinsman. Preston ist der Sohn von Tom (Doug Savant) und Lynette (Felicity Huffman) Scavo. In der sechsten Staffel sieht man Preston nicht, da er für ein Jahr nach Europa geht, um dort seine Collegezeit zu absolvieren. Die Rolle verkörperte er bis 2012.
2009 spielte er in einer Folge von Das Büro mit. Zwischen 2013 und 2015 war er in der Rolle des Aiden in der dritten und im Auftakt der fünften Staffel der MTV-Serie Teen Wolf neben seinem Bruder Charlie zu sehen. 2014 verkörperte er ebenfalls zusammen mit seinem Bruder ein Zwillingspaar in der ersten Staffel HBO-Serie The Leftovers.
Max Carver führte seit Mai 2014 eine Beziehung mit seiner Schauspielkollegin Holland Roden. 2016 gaben sie ihre Trennung bekannt.

## Filmografie (Auswahl)
- 2008–2012: Desperate Housewives (Fernsehserie, 40 Folgen)
- 2009: Das Büro (The Office, Fernsehserie, Folge 6x01)
- 2010: Meine Schwester Charlie (Good Luck Charlie, Fernsehserie, Folge 1x04)
- 2012: Victorious (Fernsehserie, Folge 3x14)
- 2012: Halo 4: Forward Unto Dawn (Miniserie, 5 Episoden)
- 2013: The Cheating Pact
- 2013–2015: Teen Wolf (Fernsehserie, 20 Folgen)
- 2014: The Leftovers (Fernsehserie, 10 Folgen)
- 2014: Katies Blog (Ask Me Anything)
- 2014: Sexcoach (Mantervention)
- 2015: The Following (Fernsehserie, Folge 3x04)
- 2022: The Batman

## Nominierungen
SAG Awards:
- 2009: Nominierung als Hervorragende Leistung durch ein Ensemble in einer Comedy-Serie für Desperate Housewives